# Ghiacciaio Cumpston
Il ghiacciaio Cumpston (in inglese Cumpston Glacier) è un piccolo ghiacciaio situato sulla costa di Foyn, nella parte orientale della Terra di Graham, in Antartide. Il ghiacciaio, il cui punto più alto si trova 202 m s.l.m., fluisce verso sud-est a partire dal versante orientale dell'altopiano di Avery e, scorrendo tra il ghiacciaio Breitfuss e il ghiacciaio Quartermain, arriva all'insenatura di Mill, andando così ad alimentare quello che rimane della piattaforma glaciale Larsen C.

## Storia
Il ghiacciaio Cumpston è stato così battezzato dal Comitato britannico per i toponimi antartici in onore di J.S. Cumpston, uno storico dell'Antartide australiano.